# Самсонхёль
Самсонхёль (кор. 삼성혈) — храм в старой части города Чеджу. Во дворе храма в земле имеется впадина с тремя углублениями. По легенде, именно здесь трое полубогов — Ко, Бу и Ян -спустились с небес и поделили остров на три части, пустив по стреле. Каждый получил во владение ту часть острова, на которую упала его стрела. Сразу же после этого из морских вод вышли три девушки, давшие начало трем родам.
В 1526 году здесь построили алтарь, красные врата и соорудили стену вокруг ямы с тремя воронками (пещерами). С тех пор и поныне тут проводятся торжественные буддистские богослужения в память умерших. Трижды в год (10 апреля, 10 октября и 10 декабря) потомки трёх титульных фамилий Чеджу собираются для этого в парке.